# Santa Clara Atoyac
Santa Clara Atoyac är en ort i Mexiko.   Den ligger i kommunen Natívitas och delstaten Tlaxcala, i den sydöstra delen av landet, 90 km öster om huvudstaden Mexico City. Santa Clara Atoyac ligger 2 194 meter över havet och antalet invånare är 117.
Terrängen runt Santa Clara Atoyac är en högslätt. Runt Santa Clara Atoyac är det tätbefolkat, med 709 invånare per kvadratkilometer. Närmaste större samhälle är Cholula, 14,4 km söder om Santa Clara Atoyac. Omgivningarna runt Santa Clara Atoyac är en mosaik av jordbruksmark och naturlig växtlighet.